# こども學舎
指定保育士養成施設こども學舎（していほいくしようせいしせつこどもがくしゃ）は、北海道札幌市にある指定保育士養成施設。運営母体は、特定非営利活動法人進学支援の会。
2009年（平成21年）に東京福祉大学短期大学部の併修校として開学し、2013年（平成25年）には日本初となる特定非営利活動法人が運営する厚生労働大臣指定保育士養成施設となった。

## 基礎データ

### 所在地
北海道札幌市中央区大通西１８丁目２－８

### 交通アクセス
札幌市営地下鉄東西線「西１８丁目駅」３番出口下車